# Мехмед Топчиев
Мехмед Топчиев е български мюфтия.
Роден е в Брестовене в турско семейство. През 1976 година е назначен за главен мюфтия и заема този пост по време на т.нар. „Възродителен процес“ (самият той е преименуван на Миран Топчиев). Въпреки че подкрепя политиката на тоталитарния комунистически режим спрямо мюсюлманите в страната, според един от ръководителите на „Възродителния процес“ Георги Танев той „проявява колебания и липса на пълна убеденост“ и през 1988 година е заменен с Недим Генджев. При освобождаването му е отпусната специална висока пенсия, предоставен му е терен за вила, а дъщеря му е изпратена да учи в Съветския съюз.
Мехмед Топчиев умира на 21 юни 2009 година.